# Restaurant Stadt Dresden

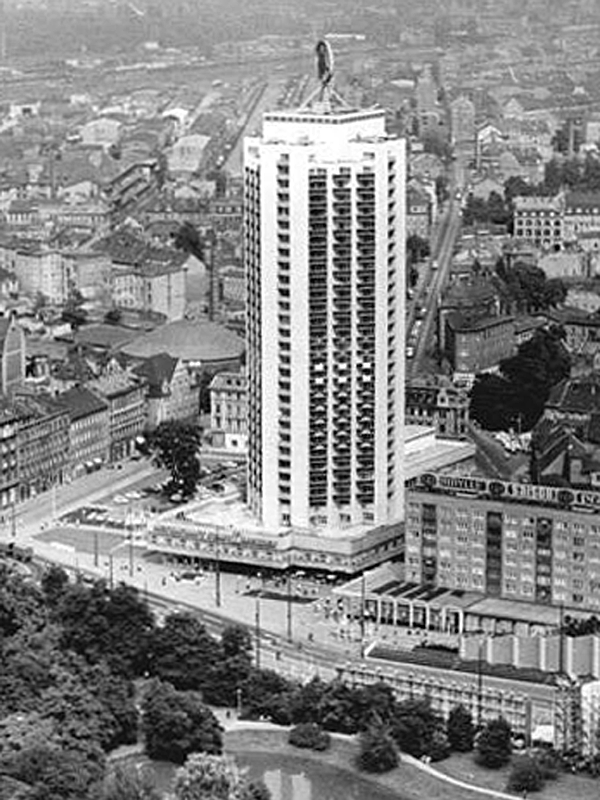
Wintergartenhochhaus mit dem Flachbau des Restaurants „Stadt Dresden“ und des „Einkaufszentrum am Hauptbahnhof“ (Luftbild von 1977)

Das Restaurant Stadt Dresden war eine Gaststätte im Flachbau des Gebäudeensembles des Wintergartenhochhauses in Leipzig. Nach der politischen Wende wurde der Funktionsbau in den Jahren 2004/2005 abgerissen. Das Wohngebäude, welches zu den höchsten in Deutschland zählt, steht inzwischen unter Denkmalschutz.

## Geschichte und Architektur
Am 2. August 1974 wurde das Restaurant Stadt Dresden eröffnet. Die Eröffnung erfolgte durch Karl-Heinz Müller, Oberbürgermeister der Stadt Leipzig, und Geschäftsführer Thomas Schaufuß.
In seiner Ausstattung wurden sächsische Tradition und Gegenwart künstlerisch verbunden. Im Erdgeschoss befand sich eine Milch-Mokka-Eisbar. Der Gastraum war von den Farbdesignern energiegeladen, warm und ganz in Rot-Weiß gehalten worden. 88 Gäste fanden in der für die 1970er Jahre für Leipzig einmaligen, innovativen Milchbar Platz und konnten internationale Drinks genießen.
Im Obergeschoss, erreichbar durch eine weitgeschwungene Wendeltreppe, befand sich im Foyer eine lebensgroße antike Sandsteinskulptur, die, auf den Leipziger Handel Bezug nehmend, den griechischen Gott Hermes darstellte. Von der runden Hallenbar mit ihren 35 Plätzen hatte man einen Ausblick zum Hauptbahnhof und zum Opernhaus. Die sozialistische Mangelwirtschaft spiegelte sich im Beleuchtungskonzept wider.
Das Restaurant mit 220 Plätzen hatte eine neunteilige Wandgestaltung des sächsischen Malers und Grafikers Karl-Heinz Schmidt, der Tradition und Moderne der Stadt Dresden künstlerisch umsetzte. Mehrere Sandsteinkopien von Putten, deren Originale im barocken Schlosspark von Oberlichtenau stehen, gaben der Gaststätte ein gewisses „Dresdner Fluidum“.
Unmittelbar an der Außenwand neben der Milchbar befand sich eine Marmorreliefwand des Leipziger Künstlers Hans-Joachim Förster. Sie stellte das Symbol des Rades in der Wechselbeziehung zum Straßenverkehr, zur Technik und zur Wissenschaft dar. Die verschiedenen Marmorsorten wurden aus der Sowjetunion und Ungarn importiert.
Die Kernkompetenz des Restaurantbetriebes sollte in der gehobenen Gastronomie liegen. Übersichtliche Bestuhlung und die klare Anordnung der Verkehrsflächen trugen zur Optimierung des ganzheitlichen Konzeptes bei. Ein Novum stellte die Nutzung der Gaststätte in der Mittagszeit dar, hier mussten 600 Angestellte und Schüler der umliegenden Firmen beköstigt werden. Die kommunalen Politiker hatten diese Zwitterfunktion im Rahmen ihrer Wirtschafts- und Sozialpolitik der DDR festgelegt, da Kapazitäten in der Gemeinschaftsverpflegung fehlten.

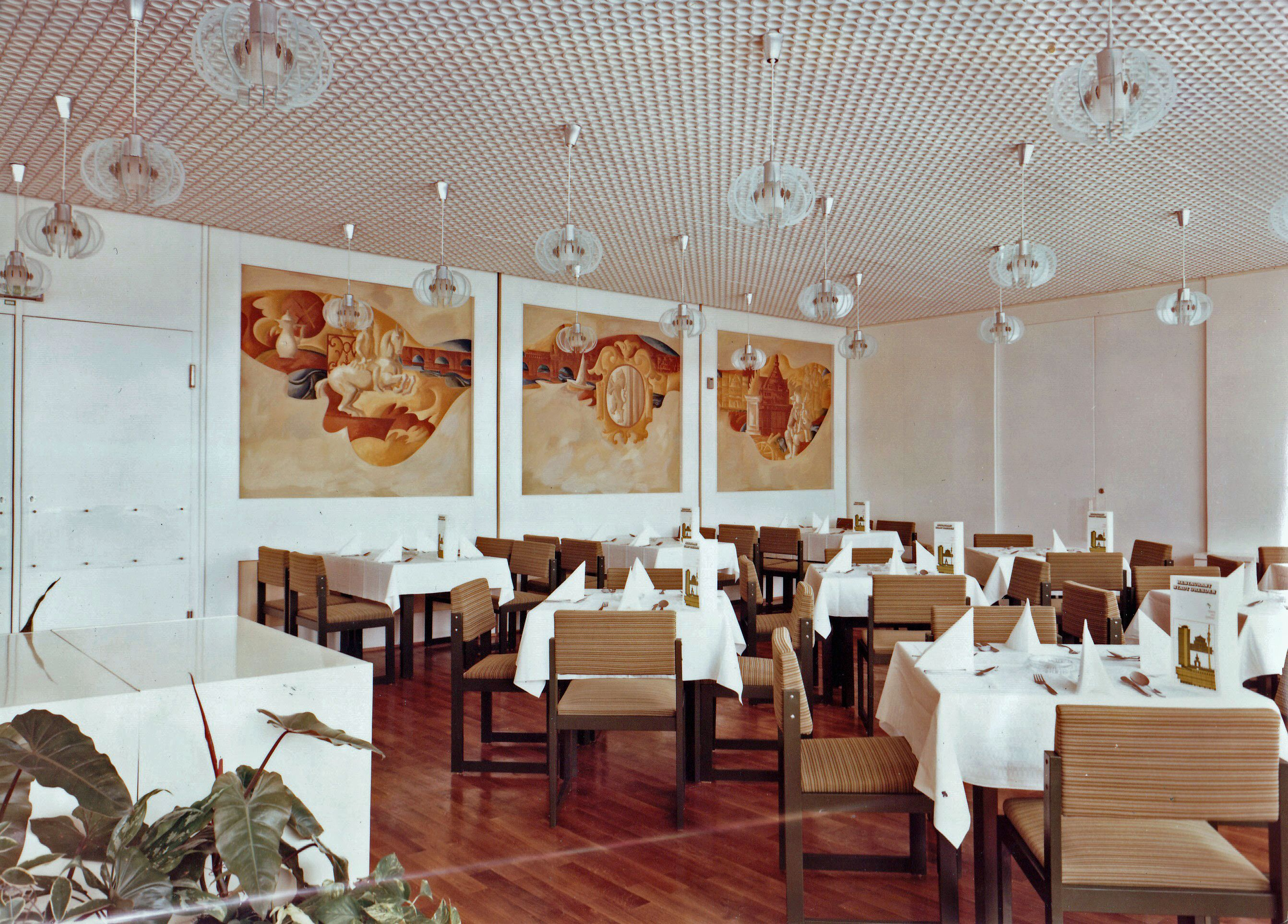
Restaurant mit Wandmalerei
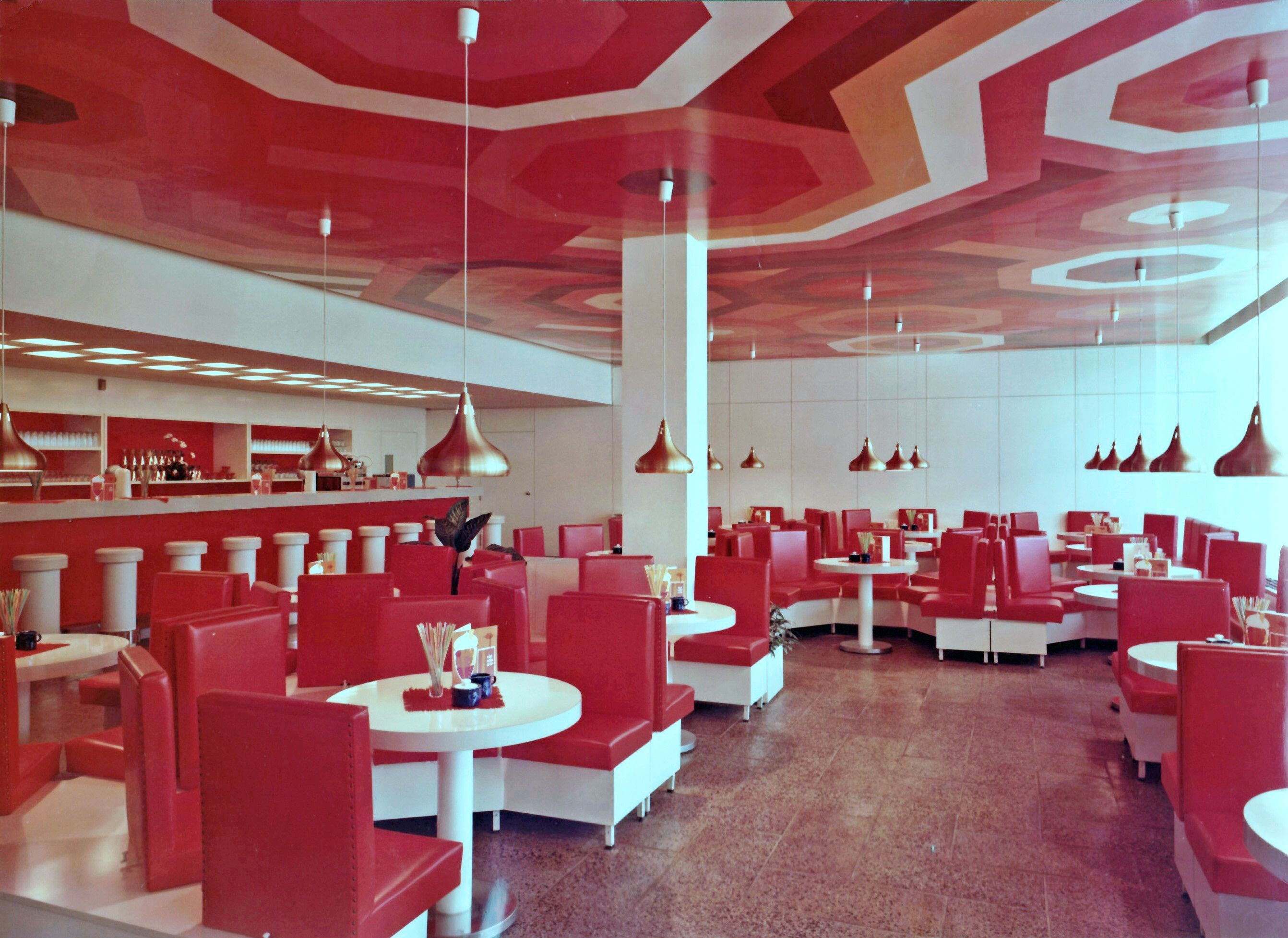
Milch-Mokka-Eisbar im Erdgeschoss
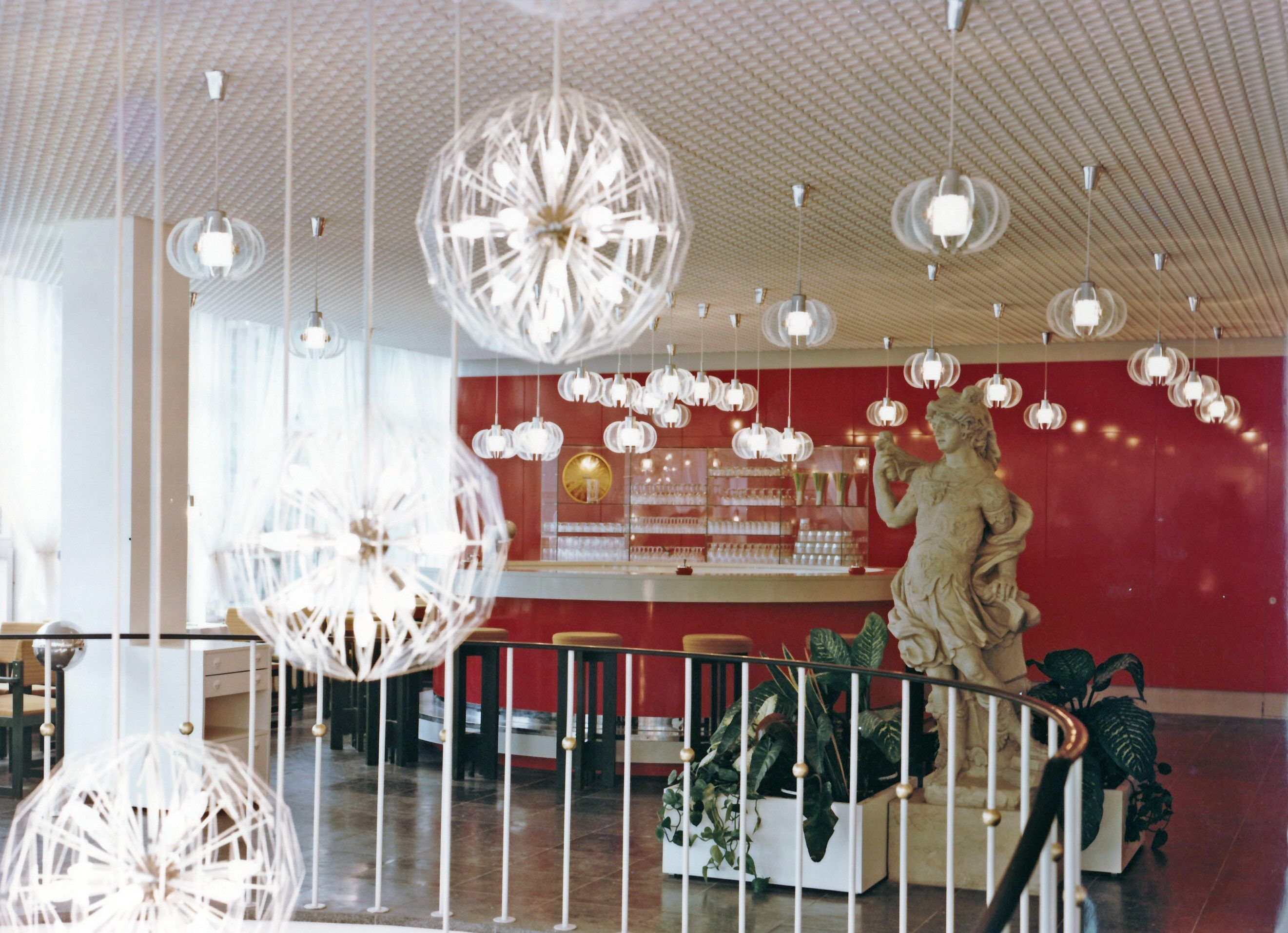
Foyerbar
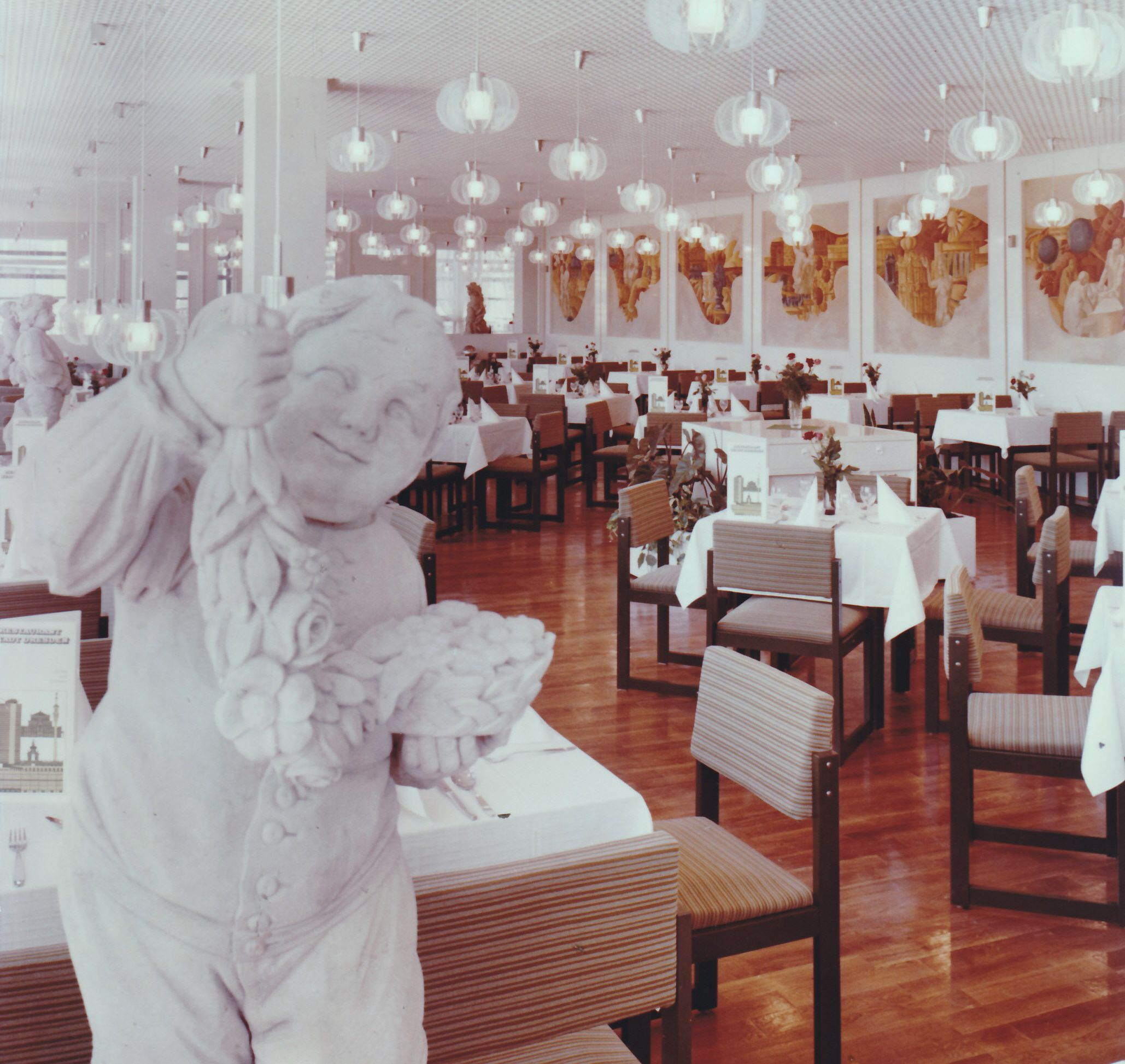
Restaurant mit Sandsteinputte und Wandmalerei
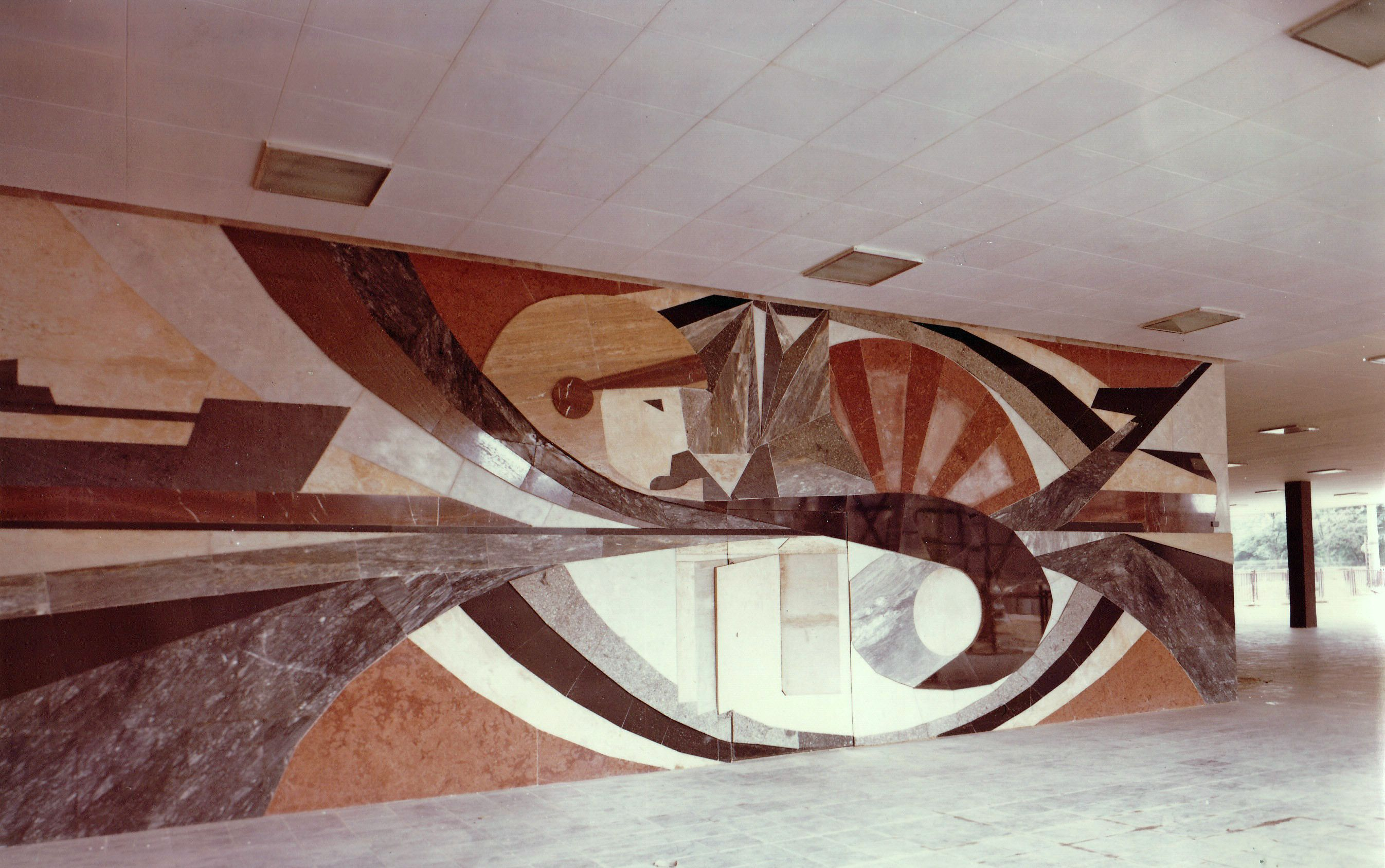
Marmorreliefwand